# 수완하나중학교
수완하나중학교(水莞하나中學校)는 대한민국 광주광역시 광산구 수완동에 위치한 공립 중학교이다.

## 학교 연혁
- 2014년 12월 7일 : 수완하나중학교 설립인가(남녀공학)
- 2015년 3월 1일 : 초대 박현옥 교장 취임
- 2015년 3월 2일 : 제1회 입학식 289명(9학급)
- 2023년 9월 1일 : 제5대 조길식 교장 취임
- 2025년 1월 10일 : 제8회 졸업식 294명(10학급)
- 2025년 3월 4일 : 제11회 입학식 290명(10학급)

## 참고 자료
- 수완하나중학교 - 한국교육학술정보원 학교알리미